# 16-я отдельная бригада радиоэлектронной борьбы
16-я отдельная бригада РЭБ (сокр. 16 обррэб, в/ч 64055) — тактическое соединение радиоэлектронной борьбы Вооружённых сил Российской Федерации.
Соединение входит в состав Московского военного округа. Пункт постоянной дислокации — г. Курск и п. Маршала Жукова Курской области.

## История
Соединение сформировано 23 февраля 1963 года.

## Описание
Задачей формирования является защита своих систем управления войсками и оружием от преднамеренных помех противника, а также радиоэлектронная разведка и подавление работы систем управления войсками противника, приводя к снижению эффективности применения его боевых средств. Средства бригады позволяет ослеплять авиацию противника и мешать вражеской разведке обнаруживать места расположения своих войск. Постановка радиопомех позволяет снизить эффективность ведения разведки, наведения высокоточного управляемого ракетного оружия условного противника, а также обеспечить защиту своих войск от атак условного противника. На вооружении бригады стоят, наряду с прочими, комплексы РЭР 1Л267 «Москва-1», РЭП РБ-341В «Леер-3», 1Л269 «Красуха-2О», 1РЛ257 «Красуха-4», РЭБ РБ-301Б «Борисоглебск-2», РЭП Р-330Ж «Житель».
В составе бригады действует постоянное тактическое подразделение по борьбе с беспилотной авиацией.
На учениях специалисты бригады отрабатывают вопросы радиоподавления средств радиосвязи, навигации и радиолокации с реальным излучением помеховых сигналов в эфир. Расчётами мобильных станций РЭБ проводится искажение навигационного поля, создаваемого новейшими системами определения местоположения высокоточного оружия вероятного противника с целью срыва его наведения на прикрываемые войска. Кроме того, специалистами РЭБ осуществляется радиоподавление спутниковых систем и комплексов, стоящих на вооружении соединений связи. Операторами мобильных комплексов радиоподавления в целях защиты воинских колон от радиоуправляемых фугасов отрабатывается сплошное подавление радиосигналов на маршруте выдвижения войск, а специалистами по контролю, а также за соблюдением правил использования частотного диапазона — отслеживаются нарушители радиоэфира, использующих частоты, находящиеся вне разрешённого диапазона. Подобные «хулиганы» зачастую могут нарушить работу систем связи гражданской авиации, экстренных служб региона и других специализированных систем связи. Операторами станций РЭБ вскрываются источники радиоизлучения, определяются их координаты и осуществляется их локализация.